# Lucy Hatton
Lucy Hatton (8 novembre 1994) è un'ostacolista britannica.

## Palmarès
| Anno | Manifestazione | Sede      | Evento   | Risultato | Prestazione | Note                          |
| ---- | -------------- | --------- | -------- | --------- | ----------- | ----------------------------- |
| 2015 | Europei indoor | Praga     | 60 m hs  | Argento   | 7"90        | Miglior prestazione personale |
| 2016 | Europei        | Amsterdam | 100 m hs | Batteria  | 13"37       |                               |